# ベラヴィア1834便離陸失敗事故
ベラヴィア1834便離陸失敗事故は、2008年2月14日にアルメニアで発生した航空事故である。ズヴァルトノッツ国際空港からミンスク・ナショナル空港へ向かっていたベラヴィア1834便（ボンバルディア CRJ-100ER）が離陸時に失速し機体が反転した。乗員乗客21人中7人が負傷したが、死者はなかった。

## 飛行の詳細

### 事故機

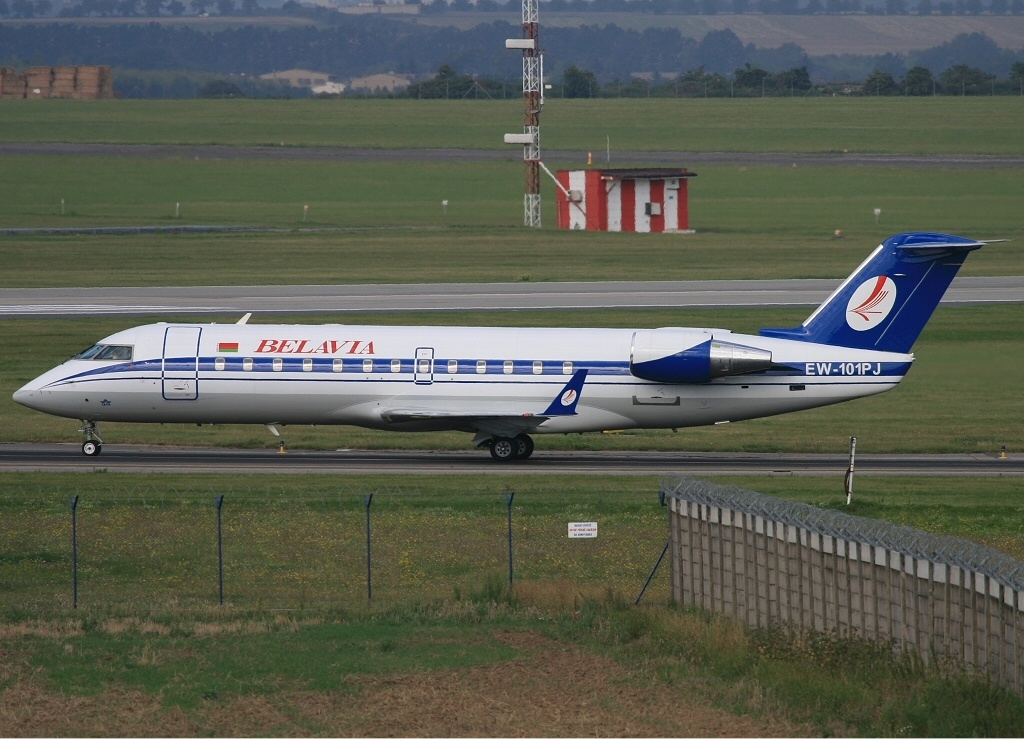
2007年8月に撮影された事故機

事故機のボンバルディア CRJ-100ER（EW-101PJ）は1999年に製造番号7316として製造された。総飛行時間は15,563時間で、14,352サイクルを経験していた。

## 事故の経緯

### 前日の飛行
現地時間2時05分、事故機はズヴァルトノッツ国際空港にミンスク・ナショナル空港発1833便として到着した。乗務していたのは50歳の機長と44歳の副操縦士で、引き続き1834便に乗務することとなっていた。2時20分、副操縦士は機体の目視点検を行い、翼の表面を触って乾いていることを確認した。

### 事故まで
4時08分、パイロットは両エンジンを始動させ、エンジンの除氷装置を作動させた。しかしこの時、主翼の除氷装置は作動させていなかった。
4時19分、1834便は滑走路27から離陸した。しかし直後に機体は左に傾きだし、左主翼が滑走路に接触した。その後右に傾き、右主翼が分離した。これにより機体は反転し、そのまま滑走路を右に外れた。機体が停止した後、右翼から燃料が流出し、火災が発生した。
報告によれば事故後、50秒ほどで救助隊が現場に到着した。乗客はパイロットがコックピットから脱出するのを手助けした。7人の乗客が重傷を負ったが、残りの11人の乗客と3人の乗員は無傷だった。事故により空港は一時的に閉鎖された。

## 事故調査
調査当初から、着氷が原因である可能性が推定されていた。事故当時、空港では着氷が報告されており、またCRJシリーズでは翼への着氷が起きやすかった。調査は国家間航空委員会（MAK）主導のもと行われ、アルメニア民間航空総局、ベラルーシ、ボンバルディア・エアロスペースの代表者がチームに加わった。
調査を担当したMAKは、外気温と燃料タンク内の温度の間に大きな差がある場合、着氷がどの程度発生するのか、CRJ-900（D-ACKK）を用いてテストを行った。その結果、着陸直後に主翼下面に着氷が生じ、給油の25分後には着氷状態が悪化するということが判明した。

### 最終報告書
MAKは最終報告書で、以下のことが事故原因として考えられると述べた。
- 離陸時に左右の揚力非対称になったことにより、左翼が滑走路に接触し、機体が大破した。
- 左右の揚力が非対称になった原因は、主翼に発生した着氷だった。着氷はタンク内と外気温の差によって生じた。
- 着氷した状態では離陸するのにより速い速度が必要となった。
- 着氷の検出方法は非効率的で、今回のような事故の完全に防止できるようなものではなかった。
- カナダ運輸省の発行した耐空改善命令で推奨された検出方法では今回の事故を防げた可能性が高かった。